# PowerPC e5500
A PowerPC e5500 egy 64 bites Power utasításkészlet-architektúrán alapuló mikroprocesszor processzormag a Freescale Semiconductortól.
A mag megvalósítja a Power ISA v.2.06 specifikáció alapvető részeit a hypervisor támogatásával együtt, de nem tartalmazza az AltiVec SIMD utasításkészlet támogatását.
Négy utasítás kibocsátású, hét fokozatú sorrendtől eltérő (out-of-order) utasítás-futószalaggal rendelkezik,
tartalmaz egy kétszeres pontosságú FPU-t, három fixpontos egységet (kettő az egyszerűbb műveleteknek, egy összetettebb ALU szorzás-osztás műveletekkel), 32/32 KiB adat- és utasítás L1 gyorsítótárat, emellett magonként 512 KiB saját L2 gyorsítótárat és legfeljebb 2 MiB méretű megosztott L3 gyorsítótárat.
Órajele legfeljebb 2,5 GHz lehet, és a magot úgy tervezték, hogy nagymértékben konfigurálható legyen a CoreNet szöveten keresztül és megfeleljen a beágyazott alkalmazások speciális igényeinek, olyan funkciókkal, mint a többmagos működés támogatása és interfész a kiegészítő alkalmazásfeldolgozó egységek (APU) számára.

## Tervezés
Az e5500 az e500mc magon alapul, amelyhez hozzáadtak néhány új, a Power ISA 2.06 specifikációban bevezetett utasítást, nevezetesen néhány bájt- és bitszintű gyorsító műveletet, így a paritás, populációszámlálás (popcount), bitpermutáció és bájt összehasonlítás számítására szolgáló utasításokat.
Az FPU egyenesen a PowerPC e600 magból származik, amely egy klasszikus teljesen futószalagos dupla pontosságú IEEE 754 egység, ami a teljes magsebességen fut és támogatja a 64 bites lebegőpontos számok és egészek közötti konverziót, így lényegében kétszer olyan gyors, mint az e500mc FPU-ja. Az e5500-ban bevezettek még egy továbbfejlesztett elágazás-előrejelző egységet, 8 bejegyzéses hivatkozási veremmel.
Az e5500 mag az első 64 bites Power ISA mag, amelyet kizárólag a Freescale tervezett, és a Freescale Technology Forumon mutatták be 2010 júniusában.
A szimulált modellek 2010 júliusában rendelkezésre álltak, a hardveres minták 2010 végén, és a teljes körű gyártás 2011 második felében kezdődött.
A Freescale 2004 óta az e700 és NG-64 jelöléseket használta egy nagyon hasonló specifikációjú magra, de ezek más termékre, nem az e5500-ra vonatkoznak.

## Termékek
Az e5500 működteti a nagy teljesítményű QorIQ P5 egylapkás rendszer (SoC) családot, amely a közös „P50x0” elnevezési sémát használja.
A BAE Systems űreszközökben használható sugárzástűrő SoC-ket készített, az e5500 tervein alapuló RAD5500 magok felhasználásával.

## Fordítás
Ez a szócikk részben vagy egészben  a   PowerPC e5500 című angol Wikipédia-szócikk ezen változatának fordításán alapul.  Az eredeti cikk szerkesztőit annak laptörténete sorolja fel. Ez a jelzés csupán a megfogalmazás eredetét és a szerzői jogokat jelzi, nem szolgál a cikkben szereplő információk forrásmegjelöléseként.